# Martin Veltman (dichter)
Martinus Antonius (Martin) Veltman (Leeuwarden, 11 december 1928 – Amsterdam, 11 juni 1995) was een Nederlandse dichter en tekstschrijver. Hij schreef poëzie die vanaf 1953 gepubliceerd werd (onder de naam Martin A. Veltman). Zijn reclameteksten zijn echter bekender geworden dan zijn gedichten. Tot deze teksten behoren Heerlijk, helder, Heineken (ook door anderen geclaimd, bijvoorbeeld door Alfred Heineken) en 's Lands grootste kruidenier blijft op de kleintjes letten (voor Albert Heijn). In 1962 was hij samen met Giep Franzen en Nico Hey oprichter van het reclamebureau FHV (later FHV/BBDO.)
Uit een eerste huwelijk kreeg Martin Veltman twee zonen. Zijn tweede huwelijk was met de actrice Winnifred Bosboom en daarna trouwde hij op 15 oktober 1976 met de actrice Petra Laseur. Deze beide huwelijken bleven kinderloos.

## Publicaties
- [Titelloze plaquette]. Amsterdam, de Beuk, 1953
- Bij het monument op de afsluitdijk. Amsterdam, de Beuk, 1954 (oplage: 100 genummerde en gesigneerde exemplaren)
- Amen is amen. Amsterdam, de Beuk, 1956
- De zaken & De dood. Amsterdam, Athenaeum - Polak & Van Gennep, 1980
- Spiegelgevecht. Amsterdam, Athenaeum - Polak & Van Gennep, 1981
- Destinaties. Amsterdam, Athenaeum - Polak & Van Gennep, 1984
- Zes villanellen. Amsterdam, Regulierenpers, 1984 (oplage: 70 genummerde exemplaren)
- Tien quintijnen. Amsterdam, Regulierenpers, 1984 (oplage: 45 genummerde exemplaren)
- Negentien villanellen. Amsterdam, Athenaeum - Polak & Van Gennep, 1985
- Soms dwalen op zee lichten. Amsterdam, Athenaeum - Polak & Van Gennep, 1986 (oplage: 125 exemplaren, gedrukt door de Regulierenpers)
- Zout. Zutphen, A.P. ten Bosch, 1987 (oplage: 35 genummerde exemplaren)
- Zout. Amsterdam, De Arbeiderspers, [1988]
- Hollandse quintijnen. Amsterdam, De Arbeiderspers, [1991]
- Vijfenzestig gedichten. Een keuze. Amsterdam, De Arbeiderspers, [1993]
- De voetganger. Vier wandelingen op rijm door de Amsterdamse binnenstad. [Amsterdam, Stedelijk Beheer, 1993]
- De Veltman-verzameling. Amsterdam, Antwerpen, De Arbeiderspers, [1996]